# Melon (manzana)
Melon es una  variedad cultivar de manzano (Malus domestica) Esta manzana tiene una carne firme, fina, crujiente, tierna, amarillenta, con un sabor subácido y aromático. Adecuado su cultivo en Suecia en la zona de rusticidad delimitada por el departamento USDA, de nivel I-III.

'Melonäpple' (litografía de Henriette Sjöberg (1842–1915).

## Sinónimos
- "Melonäpple",
- "Lemon Apple",
- "Haratuta",
- "Watermelon"
- "Norton's Melon"

## Historia
'Melon' es una variedad de manzana que probablemente se originó en Alemania. La variedad se cultivó en el norte de Alemania y Dinamarca durante el siglo XVIII y luego se extendió a Suecia.  En Suecia, 'Melon' se cultiva desde hace unos 200 años. La manzana se conoce con el nombre de 'Lemon Apple' y 'Haratuta' en el sur y oeste de Suecia.
'Melon' es también una variedad de manzana que ha sido designada como manzana de paisaje por Blekinge.
En Estados Unidos se originó entre los árboles de plántulas que fueron traídos de Connecticut para hacer un huerto en el estado de Nueva York en 1800. Introducida al cultivo en 1845.

## Características
El árbol de este manzano tiene buena resistencia a la sarna del manzano. La manzana se recoge a mediados de octubre. El árbol tarda muchos años (hasta 10) antes de dar fruto.
La manzana 'Melon', es una manzana de postre parcialmente roja, así como adecuada para manzana de cocina. 
Su calidad es excelente, pero no se mantiene bien hasta finales del invierno.
Las manzana 'Melon' tiene una carne firme, fina, crujiente, tierna, amarillenta, con un sabor subácido y aromático.
Época de maduración desde otoño hasta principios de invierno.
La floración de esta manzana es tardía y la polinizan, entre otras: Cox's Orange, 'Cox Pomona', 'Golden Noble' y 'Gul Richard'.

Manzanas 'Melon'
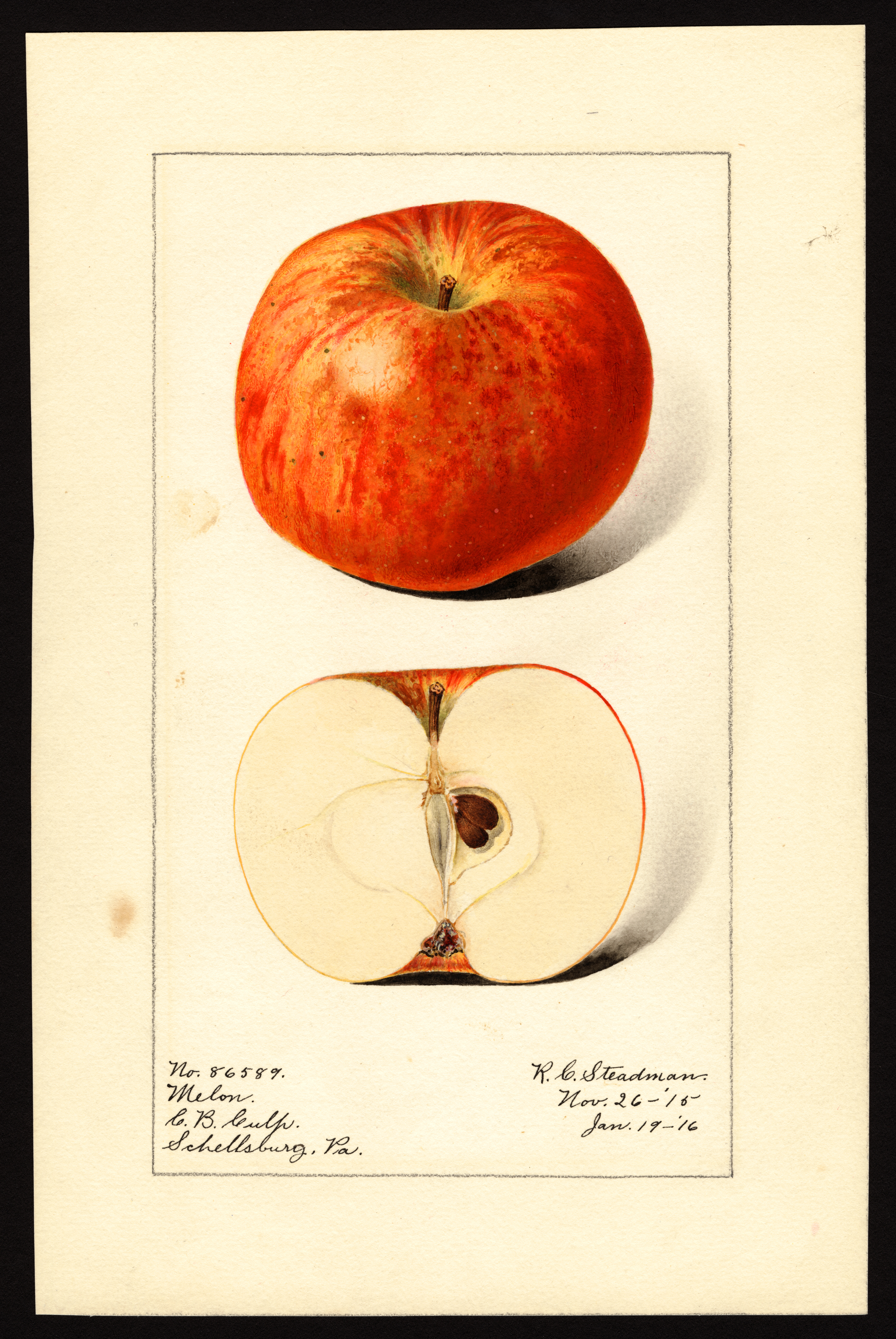
Acuarela de manzana 'Melon'.
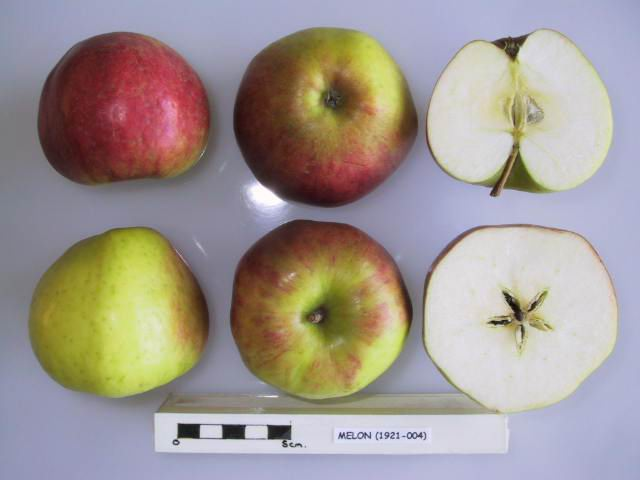
Manzana 'Melon', National Fruit Collection (acc. 1921-004).
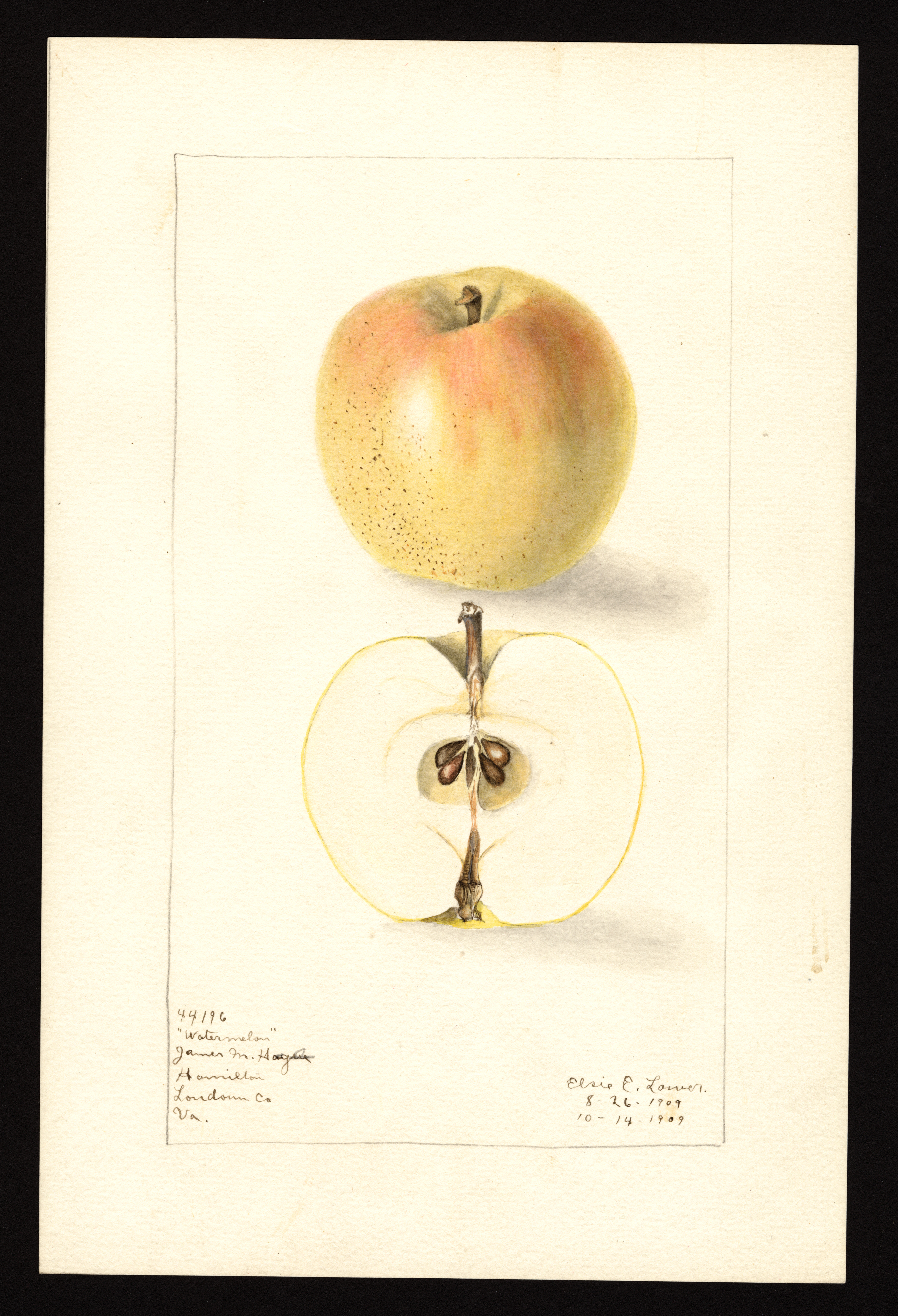
Manzana 'Melon'.